# Danube Upper Austria Open 2022
Il Danube Upper Austria Open 2022 è stato un torneo maschile di tennis professionistico. È stata la 1ª edizione del torneo, facente parte della categoria Challenger 100 nell'ambito dell'ATP Challenger Tour 2022, con un montepremi di 90 280 €. Si è svolto dal 2 all'8 maggio 2022 sui campi in terra rossa del TC Union Mauthausen di Mauthausen in Austria.

## Partecipanti

### Teste di serie
| Nazionalità | Giocatore          | Ranking* | Testa di serie |
| ----------- | ------------------ | -------- | -------------- |
| Australia   | John Millman       | 79       | 1              |
| Rep. Ceca   | Jiří Lehečka       | 88       | 2              |
| Colombia    | Daniel Elahi Galán | 105      | 3              |
| Slovacchia  | Norbert Gombos     | 106      | 4              |
| Moldavia    | Radu Albot         | 121      | 5              |
| Germania    | Mats Moraing       | 126      | 6              |
| Rep. Ceca   | Zdeněk Kolář       | 137      | 7              |
| Austria     | Dennis Novak       | 149      | 8              |
|             | Jahor Herasimaŭ    | 150      | 9              |

* Ranking al 25 aprile 2022.

### Altri partecipanti
I seguenti giocatori hanno ricevuto una wild card per il tabellone principale:
- Gerald Melzer
- Lukas Neumayer
- Filip Misolic

Il seguente giocatore è entrato in tabellone come alternate:
- Attila Balázs

I seguenti giocatori sono passati dalle qualificazioni:
- Aleksandr Ševčenko
- Nerman Fatić
- Matej Sabanov
- Nikolas Sanchez Izquierdo
- Máté Valkusz
- Lucas Miedler

Il seguente giocatore è entrato in tabellone come lucky loser:
- Benjamin Hassan

## Campioni

### Singolare
Jurij Rodionov ha sconfitto in finale  Jiří Lehečka con il punteggio di 6–4, 6–4.

### Doppio
Sander Arends /  David Pel hanno sconfitto in finale  Johannes Härteis /  Benjamin Hassan con il punteggio di 6–4, 6–3.